# 瓦西利基夫希納
51°41′20″N 33°25′53″E / 51.68889°N 33.43139°E
瓦西利基夫什奇納（烏克蘭語：Васильківщина）是位於烏克蘭東北部的村莊，由蘇梅州科諾托普區的克羅萊韋茨市鎮負責管轄。該村分別距離比洛格里韋1.5公里和埃斯曼河2公里，海拔高度169米，2001年人口28。